# Homeworth (Ohio)
Homeworth es un lugar designado por el censo ubicado en el condado de Columbiana en el estado estadounidense de Ohio. En el Censo de 2010 tenía una población de 481 habitantes y una densidad poblacional de 148,1 personas por km².

## Geografía
Homeworth se encuentra ubicado en las coordenadas 40°50′10″N 81°3′55″O / 40.83611, -81.06528. Según la Oficina del Censo de los Estados Unidos, Homeworth tiene una superficie total de 3.25 km², de la cual 3.21 km² corresponden a tierra firme y (1.2%) 0.04 km² es agua.

## Demografía
Según el censo de 2010, había 481 personas residiendo en Homeworth. La densidad de población era de 148,1 hab./km². De los 481 habitantes, Homeworth estaba compuesto por el 99.17% blancos, el 0.21% eran afroamericanos, el 0% eran amerindios, el 0% eran asiáticos, el 0% eran isleños del Pacífico, el 0% eran de otras razas y el 0.62% pertenecían a dos o más razas. Del total de la población el 0% eran hispanos o latinos de cualquier raza.